# José Antonio Valdelomar González
José Antonio Valdelomar González (Fuente el Fresno, Ciudad Real, 1958 - Madrid, 11 de novembre de 1992) va ser un actor i delinqüent espanyol. Va realitzar una sola pel·lícula, la coproducció hispanofrancesa Deprisa, deprisa (Carlos Saura, 1981), guanyadora aquest mateix any del Os d'Or a la millor pel·lícula al Festival Internacional de Cinema de Berlín.
Veí del barri de Villaverde Alto de Madrid i addicte a drogues dures, va ser reclutat per Saura en un càsting per a actors no professionals. Pel seu paper, va cobrar una suma de 300.000 pessetes, diners que va invertir en un negoci familiar de venda de discos que va acabar en fallida.
Després del rodatge i abans de l'estrena, Valdelomar va ser detingut en ocasió d'un atracament a mà armada en una sucursal bancària. Després de passar diverses vegades per la presó per diferents fets delictius, va ser trobat mort de sobredosi per heroïna al novembre de 1992 a la presó de Carabanchel (Madrid), on es trobava complint condemna.